# READY STEADY GO (彩虹樂團單曲)
「READY STEADY GO」是L'Arc〜en〜Ciel的第22張單曲。2004年2月4日發行。

## 簡介
距離上1張單曲《Spirit dreams inside -another dream-》相隔2年5個月，長期活動休止後的首發單曲。
B面曲收錄「READY STEADY GO」抽取4位團員各自負責的部分的版本，意味著：『缺少任何一個部分都不是L'Arc〜en〜Ciel的音樂』。

## 收錄曲
1. READY STEADY GO
日本動畫《鋼之鍊金術師》（第14話～第25話）主題曲。
9th原創專輯《SMILE》則是收錄專輯版本。
2. READY STEADY GO (hydeless version)
3. READY STEADY GO (kenless version)
4. READY STEADY GO (tetsuless version)
5. READY STEADY GO (yukihiroless version)

## 收錄專輯
原創專輯
- 《SMILE》 (專輯版本)

精選輯
- 《QUADRINITY 〜MEMBER'S BEST SELECTIONS〜》 (專輯版本)
- 《TWENITY 2000-2010》 (專輯版本)
- 《WORLD'S BEST SELECTION》 (專輯版本)

動畫歌曲專輯
- 《鋼之鍊金術師COMPLETE BEST》
- 《鋼之鍊金術師THE BEST》